# Lin Chi-ling
Lin Chi-ling, en mandarí: 林志玲; pinyin: Lín Zhìlíng, (Taipei, 29 de novembre de 1974) és una actriu i model taiwanesa.

## Biografia
Lin té un germà més gran anomenat Lin Chi-hong. Lin va anar a l'escola secundària municipal Zhongzheng de Taipei, i amb 15 anys va ser descoberta per un caçatalents, Lin Chien-huan.
Després va assistir a l'escola Bishop Strachan de Toronto, Canadà, després va assistir a la Universitat de Toronto fins 1997, quan va completar una llicenciatura, després de graduar-se, Lin va tornar a Taiwan.

## Carrera
Lin ha estat referida com "el primer rostre de Taiwan" pels membres dels mitjans taiwanesos, i ha estat la portaveu oficial de China Airlines i de Longines des de 2006.
Lin ha tingut diversos papers en televisió sobre el seu temps com a model, ha estat la presentadora dels premis Golden Melody i dels Premis Top Chinese Music Chart el 2005. Lin va participar en la sèrie Tsuki no Koibito el 2010, al costat de Takuya Kimura.
Lin va fer el seu debut en el cinema amb la pel·lícula Red Cliff de John Woo, interpretant el paper de Xiaoqiao. En 2009, va actuar al costat de Jay Chou, en l'aventura The Treasure Hunter.

## Filmografia

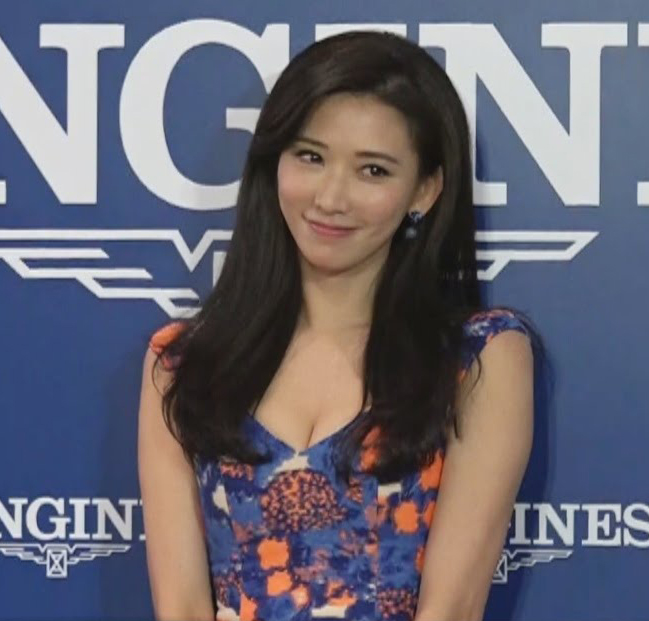
2014

### Cinema
| Any  | Títol en anglès        |
| ---- | ---------------------- |
| 2008 | Red Cliff              |
| 2009 | The Magic Aster        |
| 2009 | The Treasure Hunter    |
| 2010 | Moon Lovers            |
| 2010 | Welcome to Sha Ma Town |
| 2011 | Love on Credit         |
| 2012 | Sweetheart Chocolate   |
| 2012 | Accidental Hero        |
| 2013 | Say Yes!               |
| 2013 | Switch                 |
| 2014 | The King of Brand      |
| 2014 | Beijing, New York      |
| 2015 | The Monk               |

### Programes de televisió
| Any  | Programa     |
| ---- | ------------ |
| 2017 | Keep Running |